# George Hay-Drummond, XIV conte di Kinnoull
George Harley Hay-Drummond, XIV conte di Kinnoull (Londra, 30 marzo 1902 – Londra, 19 marzo 1938), è stato un nobile scozzese.

## Biografia
Era il figlio di Edmund Hay-Drummond, visconte Dupplin, figlio di Archibald Hay-Drummond, XIII conte di Kinnoull, e di sua moglie, Gladys Luz Bacon, nipote del Maggiore Generale Anthony Bacon e pronipote di Edward Harley, V conte di Oxford e Mortimer. Suo padre morì nel 1903 di scarlattina.
Studiò all'Eton College e nel 1916 successe al nonno nella contea .

## Carriera
Entrò nella Camera dei lord come un conservatore, ma nel 1930 si è unito al partito laburista.
Lavorò come agente di cambio per una compagnia di assicurazioni per un certo tempo.

## Matrimoni

### Primo Matrimonio
Sposò, il 15 dicembre 1923, Enid Fellows, figlia di Ernest Fellows e nipote di Frederick Wills. Ebbero un figlio:
- Henry George Adam Hay-Drummond, visconte Dupplin (23 novembre 1924-7 marzo 1925)

Divorziarono nel 1927.

### Secondo Matrimonio
Sposò, il 6 giugno 1928, Mary Meyrick (?-15 dicembre 1938), figlia di Ferdinand Meyrick. Ebbero quattro figli:
- Lady Venetia Constance Kathleen Luz Hay-Drummond (1929), sposò Joseph Davies, ebbero due figlie[7];
- un figlio (9 maggio 1931-19 maggio 1931);
- Lady June Ann Hay-Drummond (1932-28 gennaio 2002), sposò Cranley Onslow, barone Onslow[8], ebbero quattro figli;
- Arthur Hay-Drummond, XV conte di Kinnoull (26 marzo 1935-7 giugno 2013).

## Morte
Morì il 19 marzo 1938 a Londra, dopo una lunga malattia non specificata (poi segnalata come il cancro al pancreas), all'età di 35 anni.

## Ascendenza
|                                                |               |                          | Genitori                                          |  |  | Nonni |  |  | Bisnonni                                   |  |  | Trisnonni                                 |  |
|                                                |               |                          |                                                   |  |  |       |  |  | George Hay-Drummond, XII conte di Kinnoull |  |  | Thomas Hay-Drummond, XI conte di Kinnoull |  |
|                                                |               |                          |                                                   |  |  |       |  |  | George Hay-Drummond, XII conte di Kinnoull |  |  | Thomas Hay-Drummond, XI conte di Kinnoull |  |
|                                                |               | Louisa Burton Rowley     |                                                   |  |  |       |  |  | George Hay-Drummond, XII conte di Kinnoull |  |  |                                           |  |
| Archibald Hay-Drummond, XIII conte di Kinnoull |               |                          |                                                   |  |  |       |  |  | George Hay-Drummond, XII conte di Kinnoull |  |  |                                           |  |
|                                                |               | Emily Somerset           | Henry Somerset, VII duca di Beaufort              |  |  |       |  |  |                                            |  |  |                                           |  |
|                                                |               | Emily Somerset           | Henry Somerset, VII duca di Beaufort              |  |  |       |  |  |                                            |  |  |                                           |  |
|                                                |               | Emily Somerset           | Emily Frances Smith                               |  |  |       |  |  |                                            |  |  |                                           |  |
| Edmund Hay-Drummond, visconte Dupplin          |               | Emily Somerset           |                                                   |  |  |       |  |  |                                            |  |  |                                           |  |
|                                                |               | John M. Hawke            | …                                                 |  |  |       |  |  |                                            |  |  |                                           |  |
|                                                |               | John M. Hawke            | …                                                 |  |  |       |  |  |                                            |  |  |                                           |  |
|                                                |               | John M. Hawke            | …                                                 |  |  |       |  |  |                                            |  |  |                                           |  |
| Josephine Maria Hawke                          |               | John M. Hawke            |                                                   |  |  |       |  |  |                                            |  |  |                                           |  |
|                                                |               | …                        | …                                                 |  |  |       |  |  |                                            |  |  |                                           |  |
|                                                |               | …                        | …                                                 |  |  |       |  |  |                                            |  |  |                                           |  |
|                                                |               | …                        | …                                                 |  |  |       |  |  |                                            |  |  |                                           |  |
| George Hay-Drummond, XIV conte di Kinnoull     |               | …                        |                                                   |  |  |       |  |  |                                            |  |  |                                           |  |
|                                                | Anthony Bacon | Anthony Bushby Bacon     |                                                   |  |  |       |  |  |                                            |  |  |                                           |  |
|                                                | Anthony Bacon | Anthony Bushby Bacon     |                                                   |  |  |       |  |  |                                            |  |  |                                           |  |
|                                                | Anthony Bacon | Elizabeth Ramsbottom     |                                                   |  |  |       |  |  |                                            |  |  |                                           |  |
| Anthony Harley Bacon                           | Anthony Bacon |                          |                                                   |  |  |       |  |  |                                            |  |  |                                           |  |
|                                                |               | Charlotte Harley         | Edward Harley, V conte di Oxford e conte Mortimer |  |  |       |  |  |                                            |  |  |                                           |  |
|                                                |               | Charlotte Harley         | Edward Harley, V conte di Oxford e conte Mortimer |  |  |       |  |  |                                            |  |  |                                           |  |
|                                                |               | Charlotte Harley         | Jane Elizabeth Scott                              |  |  |       |  |  |                                            |  |  |                                           |  |
| Gladys Luz Bacon                               |               | Charlotte Harley         |                                                   |  |  |       |  |  |                                            |  |  |                                           |  |
|                                                |               | Nigel John Davis Gresley | John Gresley                                      |  |  |       |  |  |                                            |  |  |                                           |  |
|                                                |               | Nigel John Davis Gresley | John Gresley                                      |  |  |       |  |  |                                            |  |  |                                           |  |
|                                                |               | Nigel John Davis Gresley | Mary Smith                                        |  |  |       |  |  |                                            |  |  |                                           |  |
| Henrietta Selina Gresley                       |               | Nigel John Davis Gresley |                                                   |  |  |       |  |  |                                            |  |  |                                           |  |
|                                                |               | Mary Ann Harriet Abbott  | Charles Abbott                                    |  |  |       |  |  |                                            |  |  |                                           |  |
|                                                |               | Mary Ann Harriet Abbott  | Charles Abbott                                    |  |  |       |  |  |                                            |  |  |                                           |  |
|                                                |               | Mary Ann Harriet Abbott  | Harriett Allen Lempriere                          |  |  |       |  |  |                                            |  |  |                                           |  |
|                                                |               | Mary Ann Harriet Abbott  |                                                   |  |  |       |  |  |                                            |  |  |                                           |  |